# ديكلان كاري
ديكلان كاري (بالإنجليزية: Declan Curry)‏ هو مقدم تلفزيوني وشخصية أعمال وصحفي بريطاني، ولد في 5 سبتمبر 1971 في Strabane ‏ في المملكة المتحدة.

## وصلات خارجية
- ديكلان كاري على موقع IMDb (الإنجليزية)